# Georges Gandil
Georges Gandil (Bruniquel, 18 maggio 1926 – Bruniquel, 24 ottobre 1999) è stato un canoista francese.

## Palmarès
- Giochi olimpici

Londra 1948: bronzo nel C2 1000 metri, bronzo nel C2 10000 metri.